# Eduard Fernández Roura
Eduard Fernández Roura (* 26. Juni 1979 in Barcelona) ist ein spanischer Handballtrainer und ehemaliger Handballspieler.

## Karriere
Der 1,90 m große und 119 kg schwere Kreisläufer begann seine Laufbahn 1997 bei BM Granollers in der spanischen Liga ASOBAL. Nach fünf Jahren wechselte er in die französische Division 1 zu Chambéry Savoie HB, mit dem er im Europapokal der Pokalsieger 2002/03 das Viertelfinale sowie 2005/06 das Achtelfinale und in der EHF Champions League 2003/04 das Achtelfinale erreichte. 2006 kehrte er nach Spanien zu BM Valladolid zurück, mit dem er 2006/07 in der Champions League und im Pokalsieger-Wettbewerb 2007/08 das Halbfinale erreichte. Höhepunkt seiner Karriere war bis dahin der Sieg im EHF-Europapokal der Pokalsieger 2008/09 aufgrund der Auswärtstorregel im Finale gegen die HSG Nordhorn. 2011 schloss er sich dem Spitzenklub BM Atlético Madrid an. Mit den Madrilenen gewann er die Supercopa Asobal 2011, den Königspokal 2012 und 2013 sowie den Super Globe 2012. In der Liga ASOBAL wurde er 2012 und 2013 ebenso Zweiter wie in der EHF Champions League 2011/12. Nach dem finanziellen Kollaps Madrids im Sommer 2013 unterschrieb er einen Vierjahresvertrag beim französischen Zweitligisten Cavigal Nice Handball in Nizza.
Für die spanische U-21-Nationalmannschaft bestritt Edu 14 Länderspiele, in denen er 22 Tore erzielte.
Ab September 2021 trainierte er Cavigal Nice Handball, nachdem sein ehemaliger Mitspieler bei Atlético, Didier Dinart, dort kurz zuvor den Managerposten übernommen hatte. Zur Saison 2022/23 übernahm er JS Cherbourg.